# Benoît-Rose de Murard de Saint-Romain
Benoît-Rose de Murard de Saint-Romain (20 octobre 1772, Saint-Romain-au-Mont-d'Or - 4 novembre 1854, Saint-Romain-au-Mont-d'Or), est un homme politique français.

## Biographie
Propriétaire et conseiller général, ayant rempli plusieurs fois des fonctions municipales, il est élu député de l'Ain le 22 août 1815. Il fait partie de la majorité ultra-royaliste.
Il fait adopter par la Chambre une résolution portant que tous les collèges et pensions seraient sous la surveillance immédiate des archevêques et des évêques ; mais la loi n'ayant pu être soumise à la Chambre des pairs avant la fin de la session, ne fut pas représentée. Il accusa aussi le garde des sceaux d'avoir favorisé l'évasion de Lavalette. 
Rendu à la vie privée aux élections de 1816, il ne reparut plus sur la scène politique.

## Sources
- « Benoît-Rose de Murard de Saint-Romain », dans Adolphe Robert et Gaston Cougny, Dictionnaire des parlementaires français, Edgar Bourloton, 1889-1891 [détail de l’édition]